# Szczelina za Ratuszem

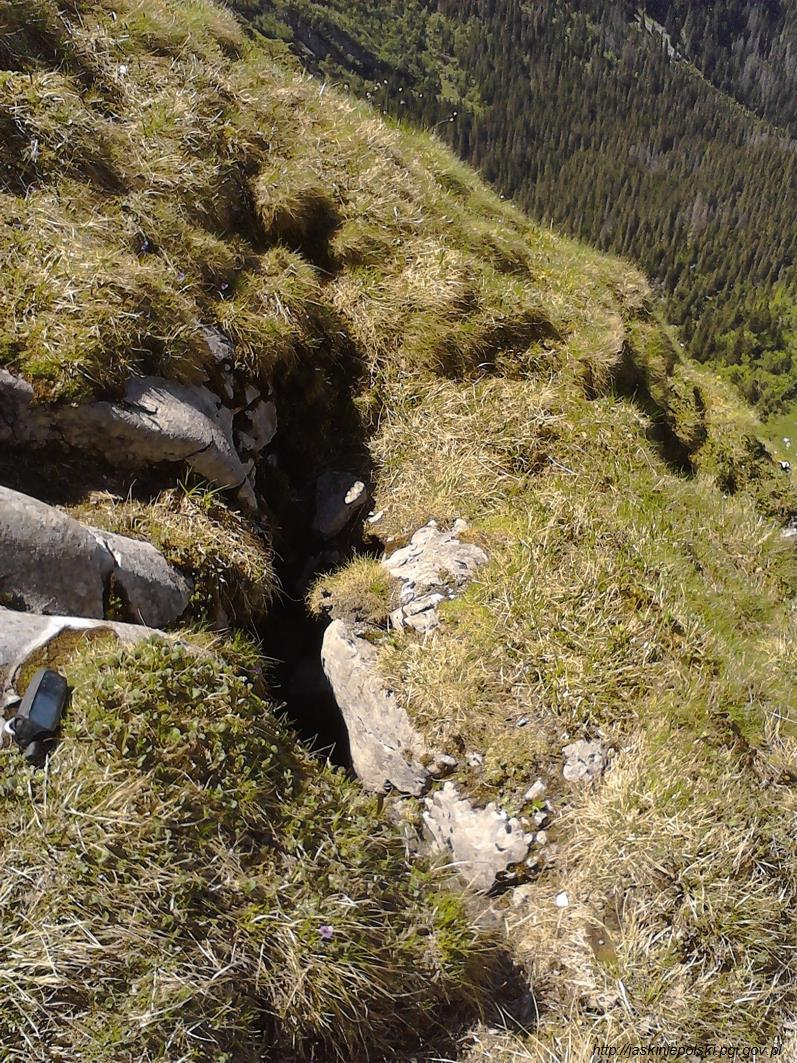
Otwór jaskini

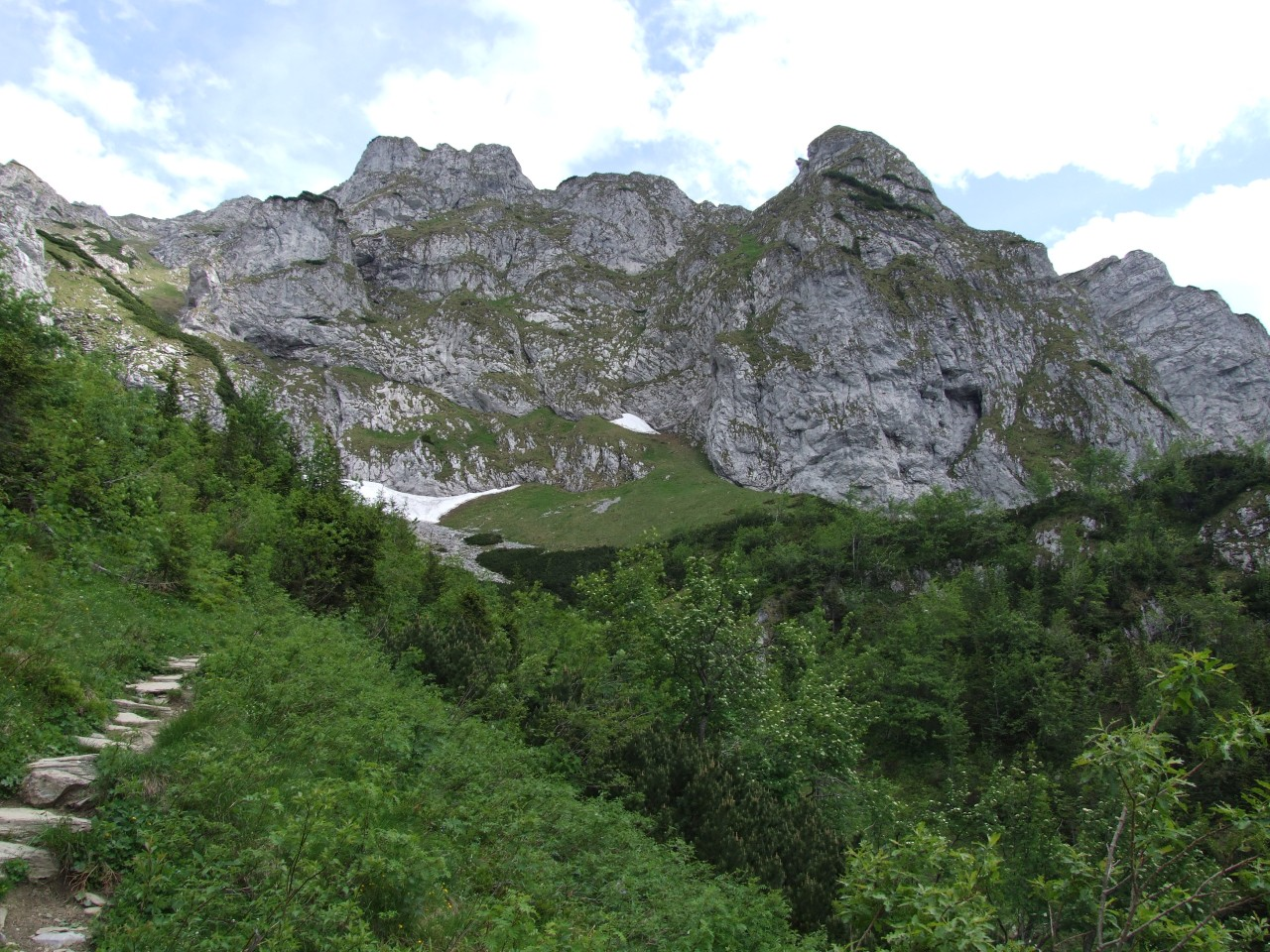
Litworowy Grzbiet

Szczelina za Ratuszem – jaskinia w Dolinie Miętusiej w Tatrach Zachodnich. Wejście do niej znajduje się w Litworowym Grzbiecie, poniżej Jaskini za Ratuszem Zimnej, prawdopodobnie na wysokości 1670 m n.p.m. (wysokość otworu nie została dokładnie zmierzona), Długość jaskini wynosi 13,5 metrów, a jej deniwelacja 6,5 metra.

## Opis jaskini
Jaskinię stanowi 4-metrowa studzienka zaczynająca się w szczelinowym otworze wejściowym. Z jej dna odchodzi ciasna, kilkumetrowa szczelina.

## Przyroda
W jaskini brak jest nacieków. Ściany są wilgotne, nie ma na nich roślinności.

## Historia odkryć
Jaskinia była prawdopodobnie znana od dawna. Jej opis i plan sporządził R. Klimara w czerwcu 2014 roku.